# Hemicleus guineensis
Hemicleus guineensis là một loài bọ cánh cứng trong họ Elateridae. Loài này được Girard miêu tả khoa học năm 2003.